# ام‌اس روسلا
ام‌اس روسلا (به انگلیسی: MS Rosella) یک کشتی است که طول آن ۱۳۶٫۱۱ متر (۴۴۶ فوت ۷ اینچ) می‌باشد. این کشتی در سال ۱۹۷۹ ساخته شد.